# Decaturville

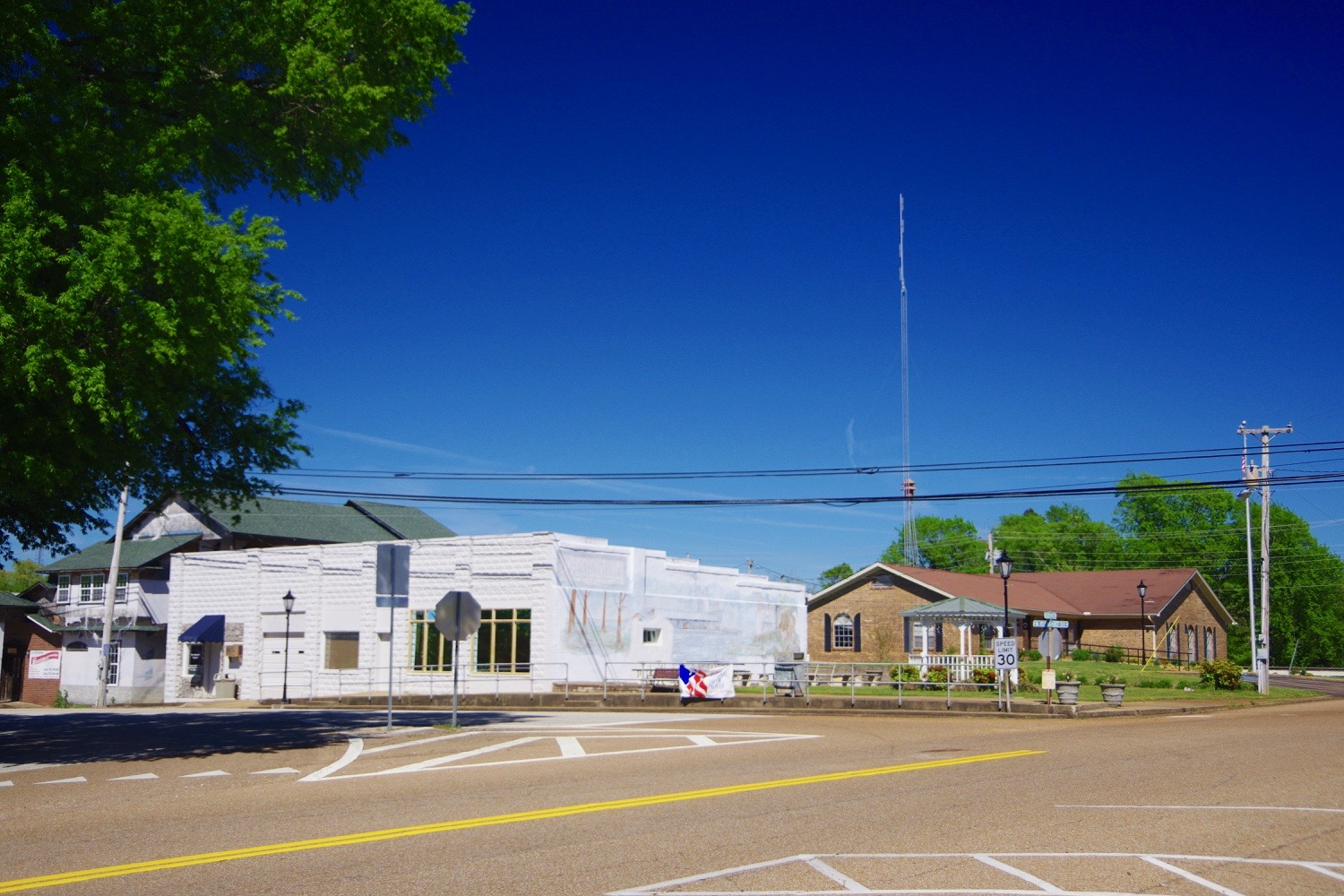
Rue Main et rue Pleasant

Ne pas confondre avec la ville de Decatur, située dans le même État.
La ville de Decaturville est le siège du comté de Decatur, dans l’État du Tennessee, aux États-Unis. Sa population s’élevait à 867 habitants lors du recensement de 2010, estimée à 875 habitants en 2016.

## Source
- (en) Cet article est partiellement ou en totalité issu de l’article de Wikipédia en anglais intitulé « Decaturville, Tennessee » (voir la liste des auteurs).